# Macaridion barreti
Macaridion barreti is een spinnensoort in de taxonomische indeling van de kogelspinnen (Theridiidae).
Het dier behoort tot het geslacht Macaridion. De wetenschappelijke naam van de soort werd voor het eerst geldig gepubliceerd in 1899 door Wladislaus Kulczynski.